# Orfelia nigribarba
Orfelia nigribarba är en tvåvingeart som först beskrevs av Van Duzee 1928.  Orfelia nigribarba ingår i släktet Orfelia och familjen platthornsmyggor.
Artens utbredningsområde är Kalifornien. Inga underarter finns listade i Catalogue of Life.